# Atticora
Az Atticora a madarak osztályának (Aves) a verébalakúak (Passeriformes) rendjébe és a fecskefélék (Hirundinidae) családjába tartozó nem.

## Rendszerezésük
A nemet Friedrich Boie német ornitológus és ügyvéd írta le 1844-ben, az alábbi fajok tartoznak ide:
- Atticora fasciata
- Atticora melanoleuca
- fehérlábú erdeifecske (Atticora tibialis[1] vagy Neochelidon tibialis[2])